# Abrogare

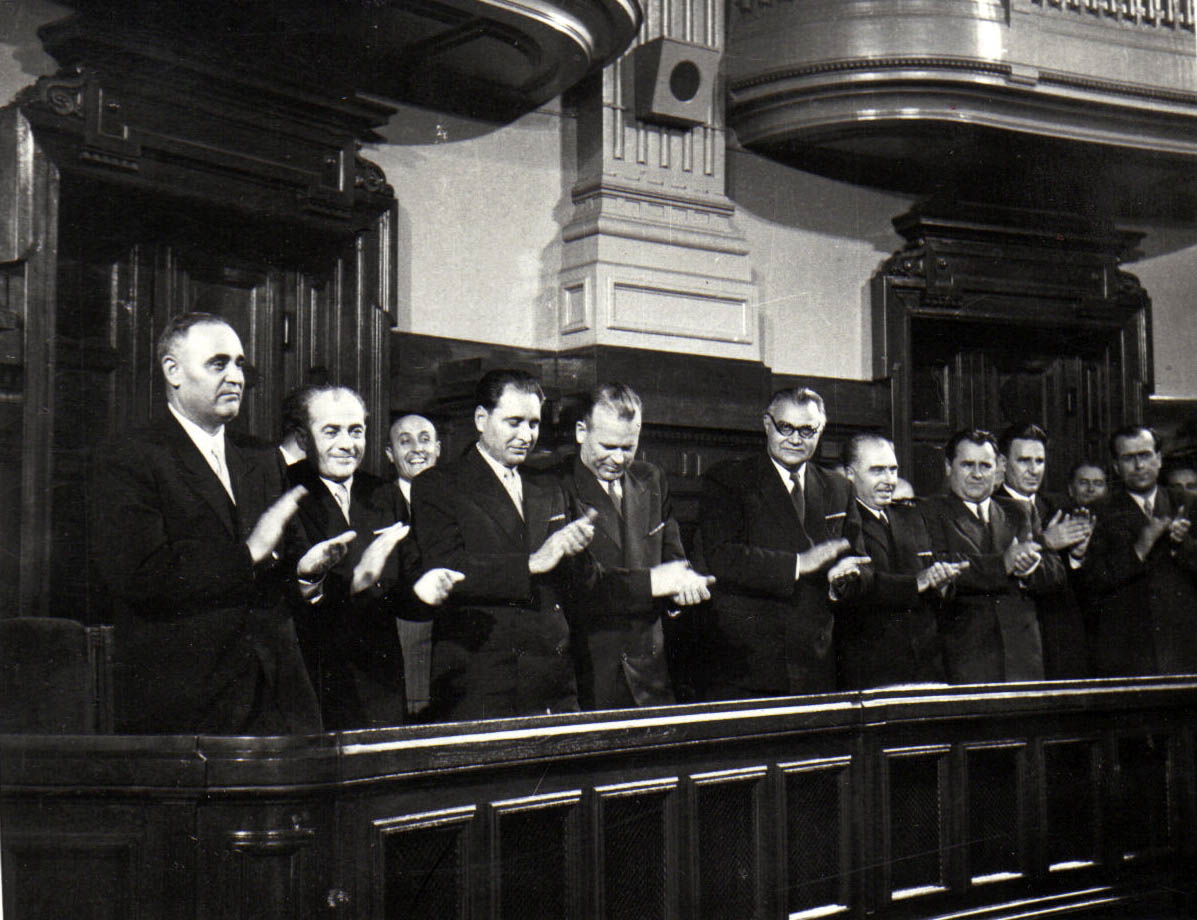
Banca ministerială în sesiunea Marii Adunări Naționale ce a aprobat Constituția din 1952. Odată cu adaptarea celei din 1965, cea dintâi a fost abrogată.

În drept, abrogarea este procesul prin care o lege este scoasă din uz. 
Abrogarea nu poate fi confundată cu dezincriminarea unei infracțiuni, dat fiind faptul că aceasta poate rămâne în continuare incriminată în alte texte de lege, fie sub aceași denumire, fie sub o denumire diferită.